# Enceinte de la Croix-Rousse

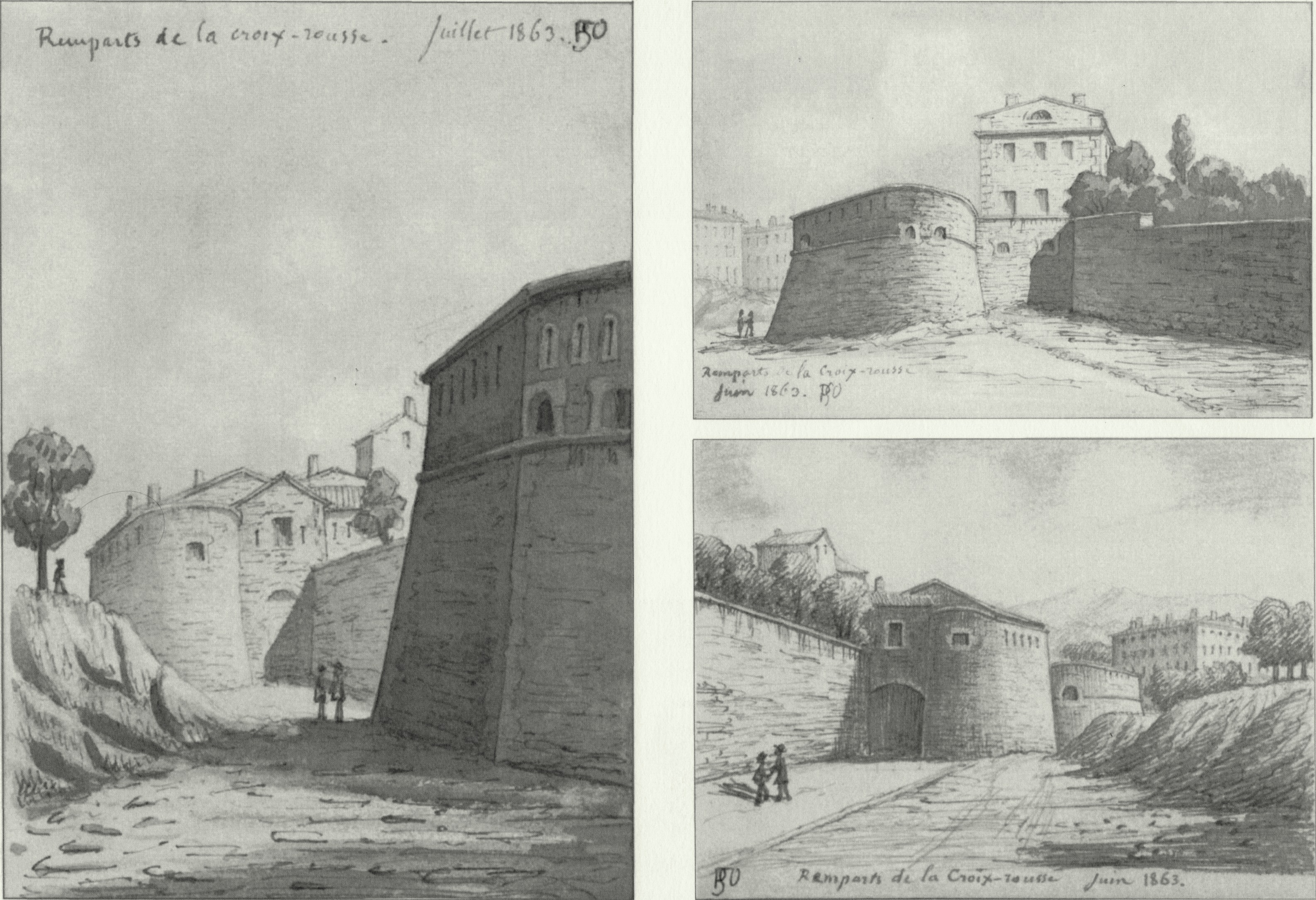
Dessin représentant le rempart de la Croix-Rousse (1863).

L'enceinte de la Croix-Rousse est une ancienne enceinte qui fermait la ville de Lyon au nord. Construite au XVIe siècle, elle est démantelée  après le siège de Lyon de 1793, avant d'être reconstituée comme élément de la première ceinture de Lyon dans les années 1830. Elle est détruite dans les années 1860 après l'incorporation de La Croix-Rousse à la ville de Lyon et la constitution de la deuxième ceinture de Lyon. Le boulevard de la Croix-Rousse a été aménagé à son emplacement.

## Histoire

### La première muraille

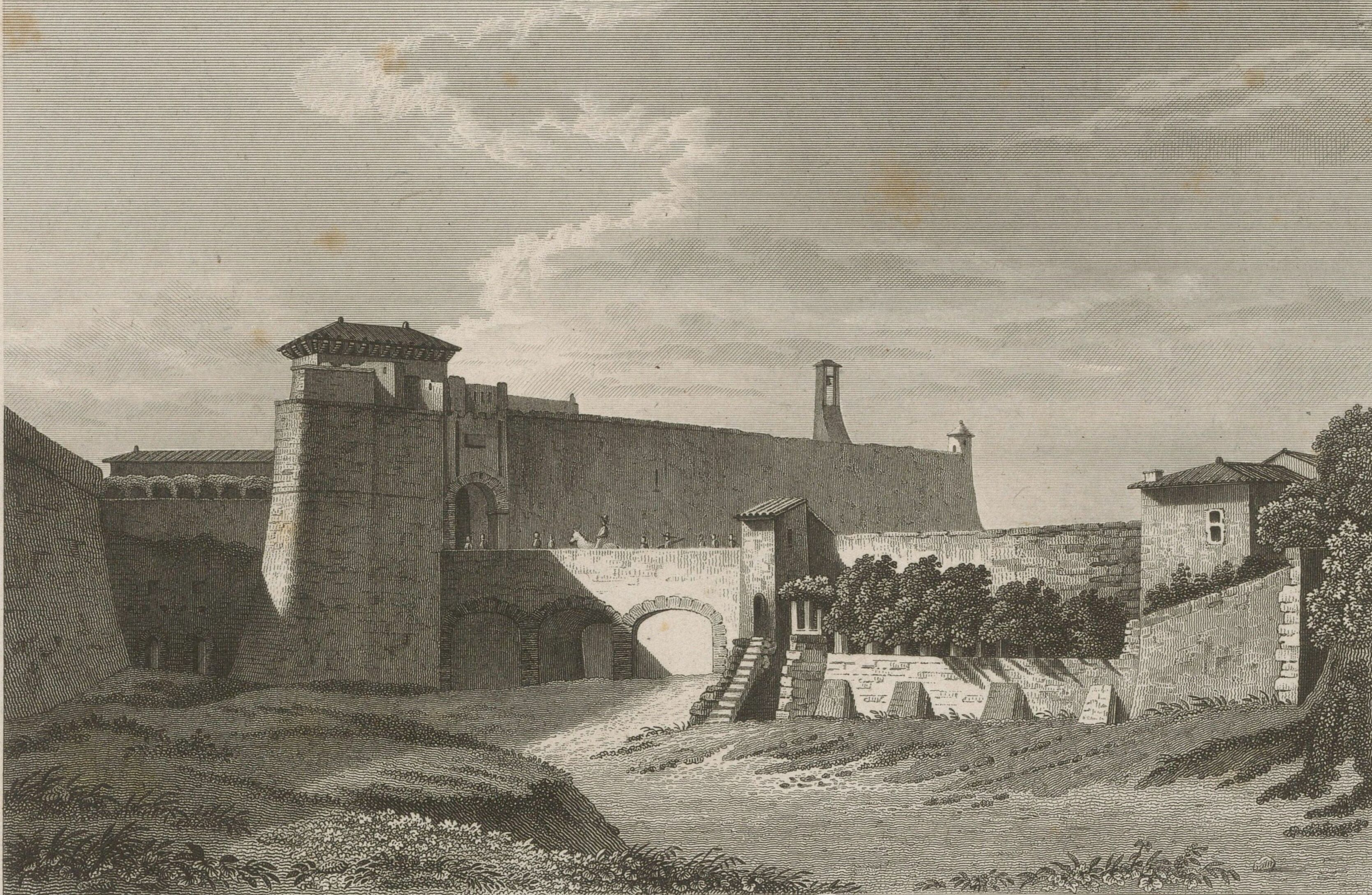
Porte de la Croix-Rousse, au bout de la montée Saint-Sébastien, vers 1830.

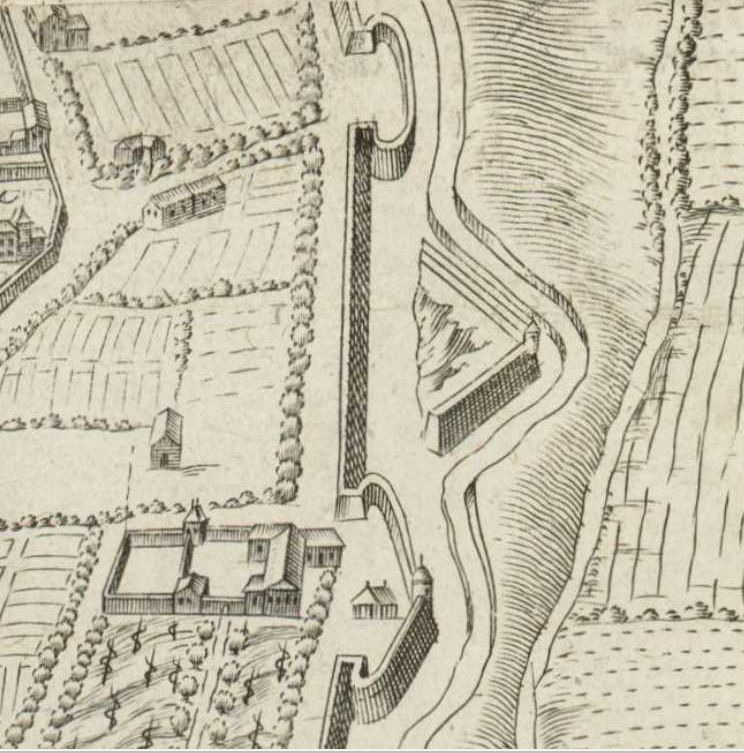
Muraille avec deux bastions, demi-lune, aux débouchés de la rue des Chartreux et de la rue de la Tourette en 1659 (plan de Simon Maupin, orienté vers l'ouest).

Après avoir été interrompu pendant la guerre de Cent Ans, l'essor urbain de Lyon reprend à la Renaissance. La ville se développe au-delà du mur de la Lanterne (place des Terreaux) sur la colline Saint-Sébastien (pentes de la Croix-Rousse). Une première muraille est érigée par Jean Perréal à partir de 1512. Les travaux durent une dizaine d'années. Anchise de Bologne, accompagné par Joachim de Naples, prend la suite des travaux en 1524-1526. Il construit notamment le premier fort Saint-Jean. En 1535, lors de la venue de François Ier, la muraille est renforcée par un rempart de terre. Le roi envoie en 1545 Jean de Renaud de Saint-Rémy qui mène une nouvelle campagne de nouveaux travaux pendant cinq ans. Pendant la guerre de Trente Ans, de nouveaux ouvrages sont construits en avant pour renforcer le dispositif.
À l'origine, la muraille n'était percée que d'une seule porte au bout de la montée Saint-Sébastien à proximité du village de La Croix-Rousse. En 1636, une nouvelle porte, dite d'Halincourt, est ouverte sur les quais de Saône. Au siècle suivant, une porte est ouverte côté Rhône, à Saint-Clair.

### La seconde muraille
Le rempart est démantelé après le siège de Lyon de 1793. Dans les années 1820, François Nicolas Benoît Haxo établit un plan pour la défense de Lyon qui prévoit le relèvement de l'enceinte de la Croix-Rousse. C'est finalement Hubert Rohault de Fleury qui fait restaurer les vieilles fortifications en 1834. Le rôle principal de ce nouveau dispositif est d'assurer une défense de Lyon au cas où les forts de Caluire et de Montessuy soient compromis par l'ennemi.
Cette enceinte était parcourue de six bastions dominant à 10 mètres au-dessus d'un fossé les entourant.
En 1852, la commune de La Croix-Rousse est rattachée à Lyon. En 1865, Napoléon III ordonne la destruction des remparts pour faciliter l'intégration de ce nouveau quartier dans la ville et l'aménagement d'un grand boulevard. Les travaux du boulevard de l'Empereur (actuel boulevard de la Croix-Rousse) commencent en 1867.

## Vestiges

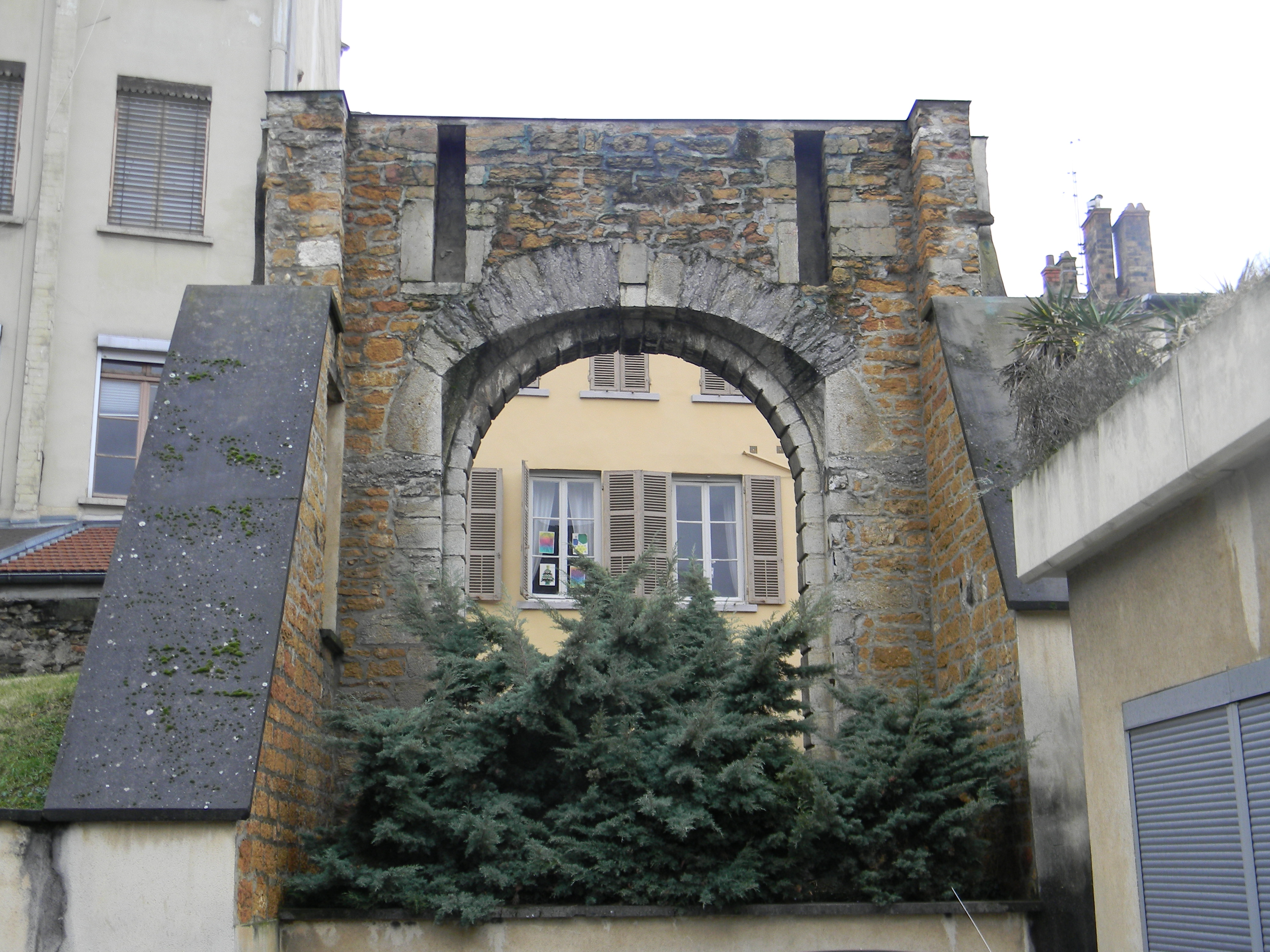
Avant-porte du rempart de la Croix-Rousse.

Il ne reste du rempart de la Croix Rousse que les extrémités et une avant-porte : le fort Saint-Jean qui domine la Saône et côté Rhône le bastion Saint-Laurent et quelques bâtiments militaires. Contrairement à ce qu'on peut lire ici ou là, il ne reste rien de la porte de la Croix Rousse dite aussi porte Saint-Sébastien, elle se trouvait au débouché de la rue des Pierres-Plantées. Il n'y avait aucune raison de la conserver puisque, bien sûr, elle n'avait plus d'utilité et qu'elle n'avait rien de remarquable par son architecture. Derrière le bureau de poste de la place de la Croix-Rousse, on peut encore voir les vestiges de l’avant-porte qui commandait le ravelin protégeant la porte de la Croix-Rousse.

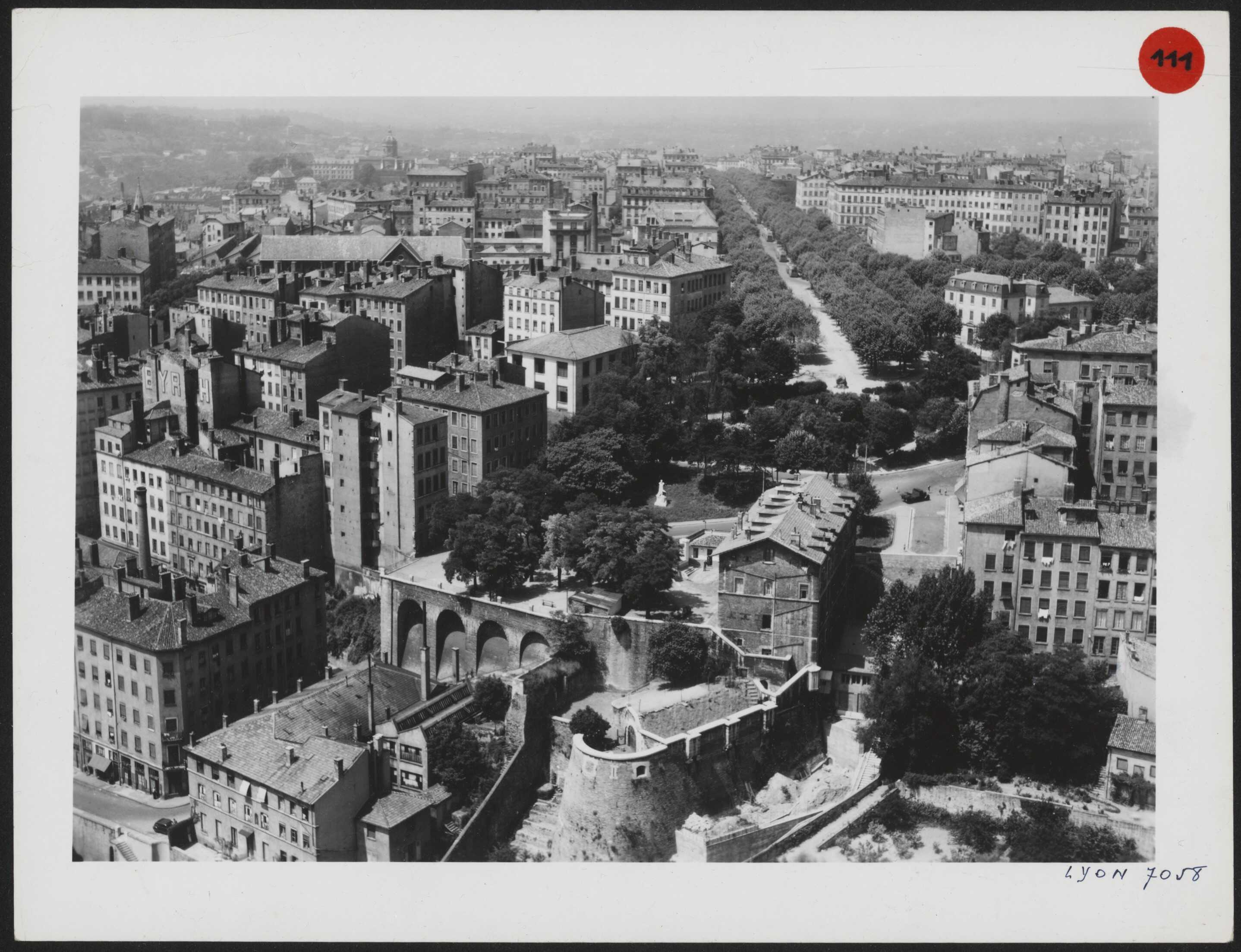
Bastion Saint-Laurent et boulevard de la Croix-Rousse, 1952

L’emplacement des demi-lunes triangulaires, construites en avant du rempart au XVIIe siècle pour protéger la muraille dans les espaces intermédiaires entre les bastions, se devine encore dans le tracé en dents de scie de certaines rues et places :
- rues Bony et Anselme ;
- rues Philibert Roussy  et Bély ;
- place Tabareau (ancienne « demi-lune Trolliet » au milieu du XIXe siècle, du nom de son propriétaire[4]) ;
- place des Tapis et rue de la Terrasse ;
- rues Aimé Boussange et d'Austerlitz.